# Avelino Fóscolo
Antonio Avelino Fóscolo (Sabará, 14 de novembro de 1864 – Belo Horizonte, 29 de agosto de 1944) foi um anarquista e escritor brasileiro, passado à história da literatura brasileira por ter sido o primeiro autor de um romance ambientado em Belo Horizonte, A Capital, cuja ação se passa nos primórdios da construção da cidade.

## Biografia
Avelino Fóscolo pertenceu à chamada estética do naturalismo tardio da literatura brasileira, isto é, na virada do século XIX para o século XX, cujos livros foram todos encenados nas Minas Gerais. Era descendente por parte de sua bisavó de Ugo Foscolo, famoso escritor italiano de origem greco-veneziana.
Em suas obras há a preocupação da denúncia social motivada pelas desigualdades sociais, a escravatura e ainda casos de suicídio, estupro e castração, típicos da tendência literária a que pertenceu.
Foi uma personalidade errante. Saiu de casa ainda adolescente e logo ingressou na Mina de Morro Velho, em Nova Lima, onde trabalhou por alguns dias. Destacou-se também como ator de circo e percorreu alguns países da América Latina, representando espetáculos de sua autoria.
Em Sabará, Fóscolo inicia sua carreira jornalística e literária na década de 1880, envolvendo-se nas lutas abolicionista e republicana.
"Era um anarquista de carteirinha", conta a professora Letícia Malard, autora de uma biografia do escritor mineiro. Fóscolo deixou outros seis romances, que abordavam temas como a liberdade sexual feminina no início do século e os últimos momentos da escravidão em Minas Gerais.
A partir do início do século, em Taboleiro Grande, adere ao anarquismo. Exercendo o ofício de farmacêutico, aproveita o espaço de seu estabelecimento para a difusão de suas concepções. Funda jornais, bibliotecas e grupos teatrais. Em seus escritos, lida constantemente com a figura do semeador. Em 1915, muda-se para Belo Horizonte.
Passou grande parte de sua vida na cidade mineira de Tabuleiro Grande, hoje Paraopeba, onde exerceu a profissão de farmacêutico, e onde também se casou com Maria Gonçalves Ribeiro, união que lhe deu dez filhos. Teatrólogo brilhante desde a infância, jornadeou por Minas, como comediante e fixou-se definitivamente em Belo Horizonte, onde faleceu. Dirigiu jornais e revistas, colaborando em diários no Rio de Janeiro.
Fato curioso acontecido em sua vida, quando ainda morava em Tabuleiro Grande, é o que vem sendo relatado dentro da própria família, ou entre antigos moradores de Paraopeba, a cada geração: Como era farmacêutico, e embora já casado e com vários filhos, Avelino partiu para a Alemanha para fazer cursos de especialização na Bayer, o que aliás lhe valeu, mais tarde, a criação de várias novas fórmulas de vários medicamentos. Decorrido algum tempo de sua estada na Alemanha, chegou a Taboleiro Grande a notícia de que "Seu" Avelino havia falecido na Europa. Para a numerosa família e a comunidade, foi um grande choque. Rezadas todas as missas de praxe, dona Mariquinha—como era chamada sua esposa—vestiu-se de preto e assim, também, o fez toda a família. Não tardou muito, entretanto, para que um viajante de Tabuleiro, cavalgando pelas trilhas de burro da região, vislumbrasse, ao longe, a figura de um homem que se assemelhava à de Avelino. Quando constatou que a figura era, realmente, idêntica, imediatamente deu a volta, e galopando pelas ruas empoeiradas de Tabuleiro, gritava para todos: "Eu vi a alma do Seu Avelino...., eu vi a alma do Seu Avelino". Mas, logo em seguida Avelino entraria, vagarosa e serenamente—como lhe era peculiar—na vila de Taboleiro, cavalgando sua montaria. Segundo consta, foi uma verdadeira festa para a família e a comunidade. A notícia de sua morte foi resultado de uma mensagem truncada entregue, por erro, à sua família. No entanto, conjecturou-se que o próprio Avelino pudesse, talvez, ter enviado a mensagem com a finalidade de analisar as reações da família e da comunidade, o que lhe daria material para escrever um novo romance. A família e amigos jamais acreditaram nisso em virtude da seriedade, austeridade e respeitabilidade que sempre marcaram a vida de Avelino Fóscolo.
Escreveu diversas obras, entre as quais, A Mulher, em companhia de Luís Cassiano Martins Pereira; O Mestiço (1903), que retrata hábitos sociais de uma fazenda e a triste realidade dos escravos; A Capital (1903), o primeiro romance ambientado em Belo Horizonte, onde denuncia as falcatruas da distribuição de lotes; O Caboclo (1902) e O Jubileu (1920). Além dessas, há o drama social em três atos chamado O Semeador.

## Legado

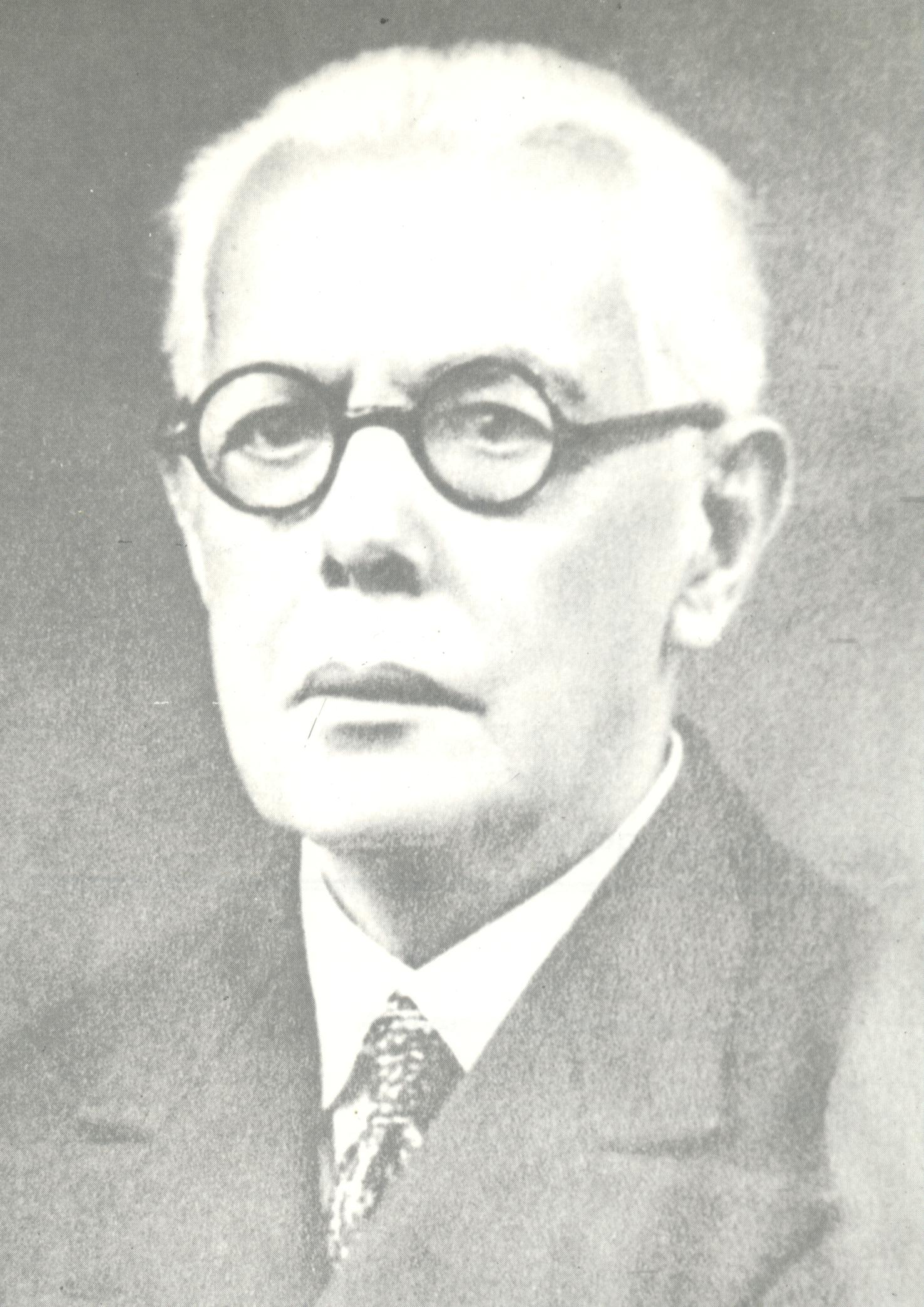
O escritor e anarquista aos 78 anos.

Na opinião de Agripino Grieco, foi ele o fundador do romance social na América do Sul. Augusto Franco ao analisar o romance O Caboclo, entendeu que se tratava de obra naturalista.
Frente aos conflitos sociais da época, sua obra é marcada pela imagem da revolução - como um vulcão prestes a explodir. No final de sua vida, o isolamento e o esquecimento em que Fóscolo cai é expressivo do declínio do anarquismo no Brasil, a partir do final da década de 1920.
Foi membro e fundador da Academia Mineira de Letras (ocupando a cadeira número 7), cujo patrono é Luís Cassiano. Eduardo Frieiro foi seu sucessor.
No ano de 2013 foi homenageado pelo Coletivo Mineiro Popular Anarquista, que lhe deu o nome de sua livraria anarquista recém lançada, a Livraria Anarquista Avelino Fóscolo. 

## Obras
- 1890 A Mulher, romance, (com Luís Cassiano Martins Pereira), Typ. Moreira Maximino;
- 1902 O Caboclo, romance, Bello Horizonte: Imprensa Official;
- 1903 O Mestiço, romance, Joviani & Comp.;
- 1903 A Capital, romance, Typographia Universal;
- 1914 No Circo, romance
- 1920 Vulcões, romance, Porto, Casa Editora de Carlos Ventura e Comp. Ltda.
- 1920 O Jubileu, romance, Juiz de Fora: A Commercial João Madeira;
- 1921 O Semeador, drama em três atos, Bello Horizonte, Typ. Renascença;
- Morro Velho (Manuscrito datilografado provavelmente por seu filho Hugo Fóscolo, em 1944, e publicado somente em 1999 pela UFMG);